# Lutrafobia

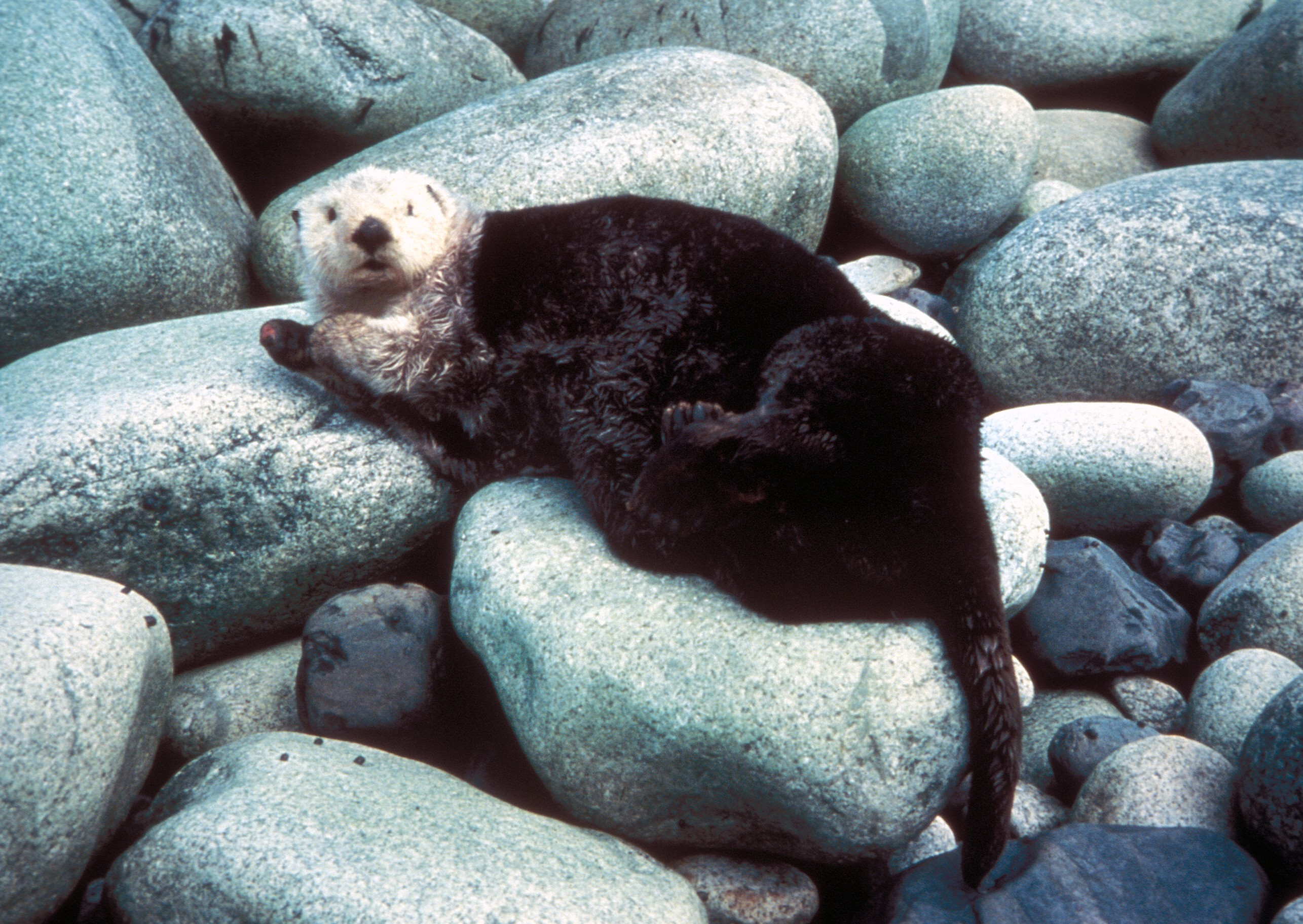
Nutria de mar (Enhydra lutris).

La lutrafobia es un tipo de zoofobia que consiste en el miedo irracional al mamífero carnívoro acuático denominado nutria, de la familia Mustelidae.

## Causas de la fobia
Las nutrias son animales tímidos y gregarios, viven tan lejos del hombre como sea posible. Son muy juguetonas y dóciles en cautiverio, se alimentan de peces y cangrejos, y casi nunca atacan al ser humano. Hay especies marinas y dulceacuícolas.
Este depredador acuático es muy temido por su ferocidad, pues se sabe que han atacado al ser humano en el agua mientras nadan o pescan, lo cual ha sembrado muchas leyendas y mitos en las regiones donde habita (por esta razón también se las han llamado lobos de río).
Aunque no es tan común como otras zoofobias, el miedo a este animal es común en los Estados Unidos y África.
Por otra parte, muchas nutrias están en peligro de extinción debido a la sobrepesca y caza por su piel[cita requerida].

## Clasificación de las nutrias
Las nutrias se clasifican en los siguientes géneros de la familia Mustelidae.
- Lontra
- Lutra
- Enhydra
- Lutrogale
- Pteronura
- Aonyx
- Hydrictis

- Datos: Q5984973